# Clidemia subpeltata
Clidemia subpeltata är en tvåhjärtbladig växtart som beskrevs av Kriebel och Frank Almeda. Clidemia subpeltata ingår i släktet Clidemia och familjen Melastomataceae. Inga underarter finns listade i Catalogue of Life.